# Les Exilés (Le Scrameustache)
Pour les articles homonymes, voir Les Exilés (homonymie).
Les Exilés est le 37e album de la série de bande dessinée Le Scrameustache de Gos et Walt. L'ouvrage est publié en 2007.

## Synopsis
Un nouvel astronef révolutionnaire est aspiré par un trou bleu. De l'autre côté, d'étranges habitants y vivent.